# Badžula
Badžula falu Horvátországban, Dubrovnik-Neretva megyében. Közigazgatásilag Zažablje községhez tartozik.

## Fekvése
Makarskától légvonalban 60, közúton 83 km-re délkeletre, Pločétől légvonalban 17, közúton 32 km-re délkeletre, községközpontjától 3 km-re délre, a Kuti-tó északi partja közelében, a hercegovinai határ mellett, a Mislina-patak partján fekszik. Határának keleti része hegyes, nyugati része sík, mocsaras. A falu belterülete e két rész határán fekvő keskeny, megművelhető területen fekszik.

## Története
A település magasabban fekvő területei már ősidők óta lakottak voltak, melyet az itt található illír vármaradványok és halomsírok is bizonyítanak. A korabeli települések védelmére épített ősi várakból is maradt fenn néhány, a Mala- és a Velika Gradina, valamint a Vijenac a hercegovinai határ közelében fekvő hegyvidéken. A római uralom idején az 1. században a község területén kisebb települések voltak. Róluk regélnek azok a régészeti leletek, melyek a Kuti-tóból kerültek elő. A horvátok ősei a 7. – 8. században foglalták el ezt a területet. Az ő középkori jelenlétükről néhány fennmaradt sírkő tanúskodik. Ilyen 14–15. századi sírkövek találhatók a Badžulához tartozó Lušacon és Bresticán. A község területét már 1482 előtt elfoglalta a török és egészen 1694-ig török uralom alatt állt. A török uralom idején is folyamatosan éltek itt horvátok, melyet a közeli vidonjai Keresztelő Szent János templom 1616-ban történt felépítése is bizonyít.
A török alóli felszabadítás után 1694-től két hullámban a szomszédos Hercegovinából érkezett horvát ajkú lakosság telepedett itt le. Az első hullám közvetlenül 1694 után, a második nagyobb hullám az ún. kis háború (1714-1718) idején érkezett. Ekkor alakultak ki a község mai települései, melyek 1720-ig a slivno ravnoi plébániához tartoztak. Ekkor alapította meg Nikola Bijanković püspök az önálló vidonjai plébániát, melyhez Badžula is tartozott. A velencei uralomnak 1797-ben vége szakadt és osztrák csapatok vonultak be Dalmáciába. 1806-ban az osztrákokat legyőző franciák uralma alá került, de Napóleon lipcsei veresége után 1813-ban újra az osztrákoké lett. A településnek 1880-ban 134, 1910-ben 163 lakosa volt. 1918-ban az új szerb-horvát-szlovén állam, majd később Jugoszlávia része lett. A II. világháború idején a Független Horvát Állam része volt.
A háború után a szocialista Jugoszlávia része lett. Megindult a mocsaras területek meliorációja, mely még ma sem fejeződött be teljesen. A mocsártól visszahódított területen intenzív mezőgazdasági művelés kezdődött, itt főként mandarin, szőlő, füge és olajfaültetvények találhatók. A nehéz életkörülmények a község falvainak fokozatos csökkenéséhez vezettek. Sokan vándoroltak ki a Neretva völgyébe, Metkovićra, de a világ számos részére is. 1992-ben megalakult Žažblje, az ország egyik legfiatalabb községe, melyhez Badžulát is hozzácsatolták. A településnek 2011-ben 73 lakosa volt, akik főként a mezőgazdaságból éltek.

## Népesség
| Lakosság változása | Lakosság változása | Lakosság változása | Lakosság változása | Lakosság változása | Lakosság változása | Lakosság változása | Lakosság változása | Lakosság változása | Lakosság változása | Lakosság változása | Lakosság változása | Lakosság változása | Lakosság változása | Lakosság változása | Lakosság változása |
| ------------------ | ------------------ | ------------------ | ------------------ | ------------------ | ------------------ | ------------------ | ------------------ | ------------------ | ------------------ | ------------------ | ------------------ | ------------------ | ------------------ | ------------------ | ------------------ |
| 1857               | 1869               | 1880               | 1890               | 1900               | 1910               | 1921               | 1931               | 1948               | 1953               | 1961               | 1971               | 1981               | 1991               | 2001               | 2011               |
| 0                  | 0                  | 134                | 103                | 121                | 163                | 0                  | 193                | 293                | 280                | 302                | 241                | 117                | 94                 | 88                 | 73                 |

(1931-ig településrészként. 1857-ben, 1869-ben és 1921-ben lakosságát Vidonjéhoz számították.)

## Nevezetességei
- A kuti Kármelhegyi boldogasszony kápolnát 1888-ban építették a régebbi, kisebb kápolna helyén faragott kövekből. Elődjét még 1853-ban építette a Soče család. Bejárata felett a skapulárét nyújtó Boldogasszonyt és gyermekét ábrázoló dombormű látható. 1992-ben a kápolnánál állították fel Szent Miklós püspök bronzszobrát, Petar Barišić szobrászművész alkotását.

- A falu területének keleti, hegyes részén hat történelem előtti halomsír található. Nem lehet pontosan megmondani, hogy valamennyi az illírek korából származik-e. Valószínűleg van közöttük még régebbi, bronzkori eredetű is.

- Illír várak maradványai találhatók a falu határában a keleti részen, a Mala- és a Velika Gradina, valamint a Vijenac nevű magaslatokon.

- Késő középkori, a 14. és a 15. századból származó sírkövek találhatók a falu határához tartozó Lušacon és Bresticán. Ennek három formája ismeretek, vannak tábla, láda és szarkofág alakú sírkövek. Az előbbi két típus méretei általában 180-szor 80 centiméter, az egyetlen eltérés a kőtömbök vastagságában található. A szarkofágok jellemzően kisebb méretűek. Általában négyszögletes nagyméretű, csúcsos kövek, melyek felső részén általában valamilyen faragott díszítés található. A leggyakoribb díszítés két, keresztirányú vonalakkal összekötött párhuzamosan futó vonal, de gyakoriak a vallásos motívumok is, a kereszt, a csillag és a félhold, valamint a kivont kard és a pajzs.

## Gazdaság
A gazdasági élet alapja a mezőgazdaság, de a község területének ma is csak kisebb része művelhető terület. A II. világháborút követően végzett vízrendezési munkák folyamán a mocsártól újabb területeket hódítottak el és vettek művelés alá. A turizmus vonatkozásában a falusi turizmus fejlesztésére jelentheti a kitörési lehetőséget.